# Distretto di Thimphu
Il distretto di Thimphu (dzongkha: ཐིམ་ཕུ་རྫོང་ཁག་; Wylie: Thim-phu rdzong-khag) è uno dei 20 distretti (dzongkhag) che costituiscono il Bhutan. Il distretto appartiene al dzongdey occidentale e il suo centro più importante è la città di Thimphu, capitale del paese.

## Municipalità
Il distretto consta di otto gewog:
- gewog di Chang
- gewog di Dagala
- gewog di Genyekha
- gewog di Kawang
- gewog di Lingzhi
- gewog di Mewang
- gewog di Naro
- gewog di Soe

## Lingue
La lingua più diffusa nel distretto è lo dzongkha, ma in prossimità di Thimphu è possibile incontrare anche altre minoranze linguistiche.

## Ambiente
La parte settentrionale del distretto fa parte del Parco nazionale di Jigme Dorji ed è quindi sottoposta a leggi molto severe in materia di tutela ambientale.

Distretto di Thimphu
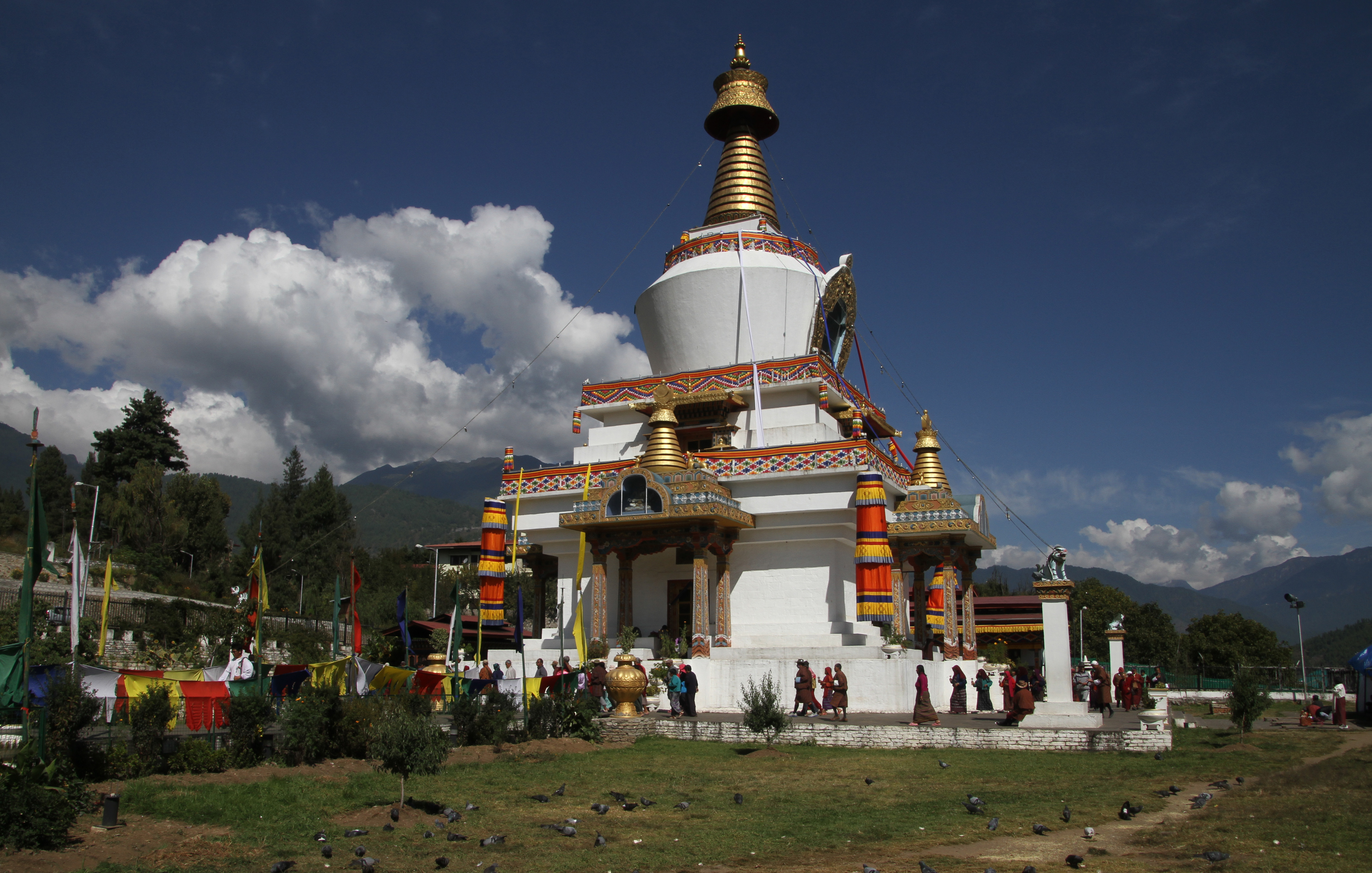
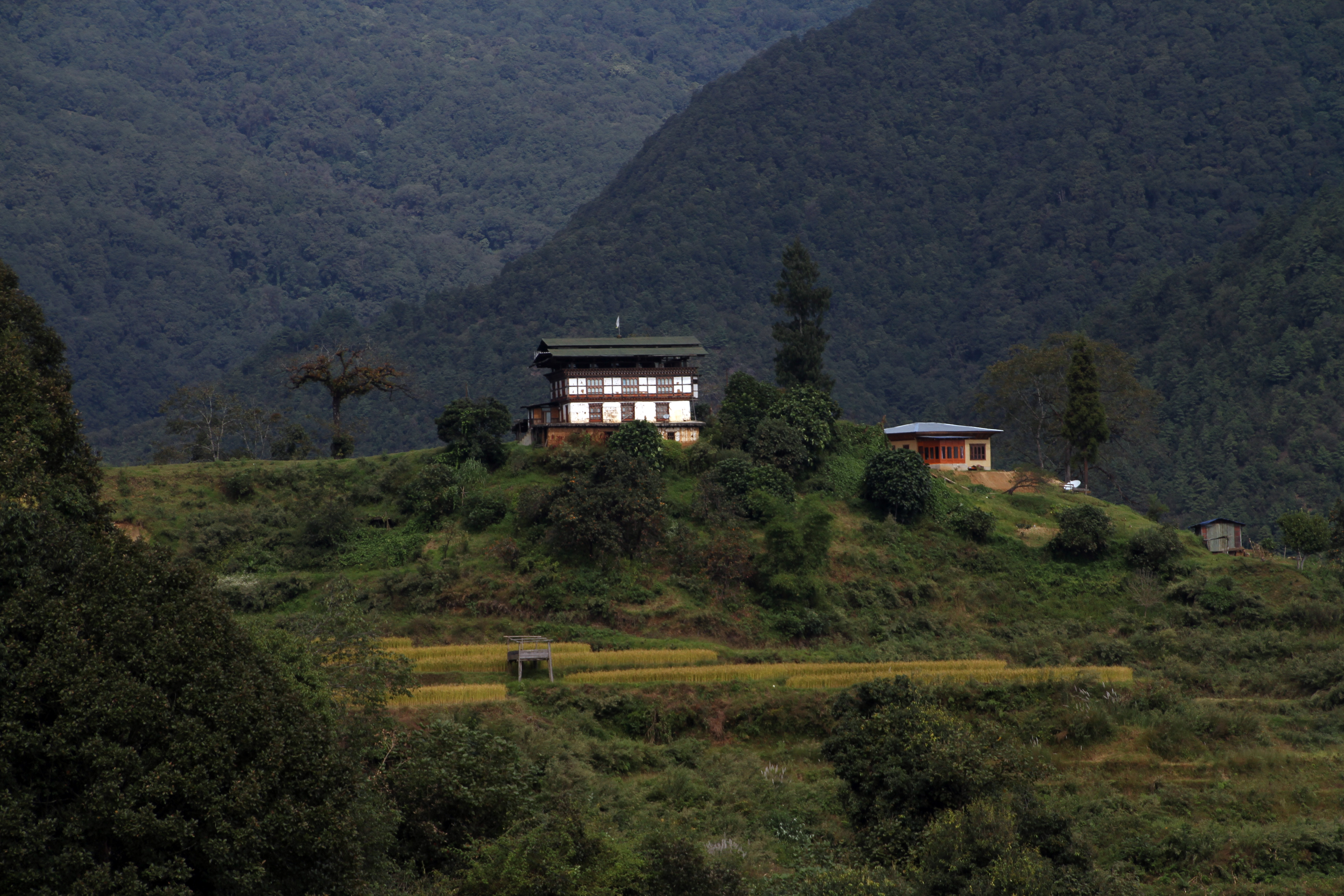
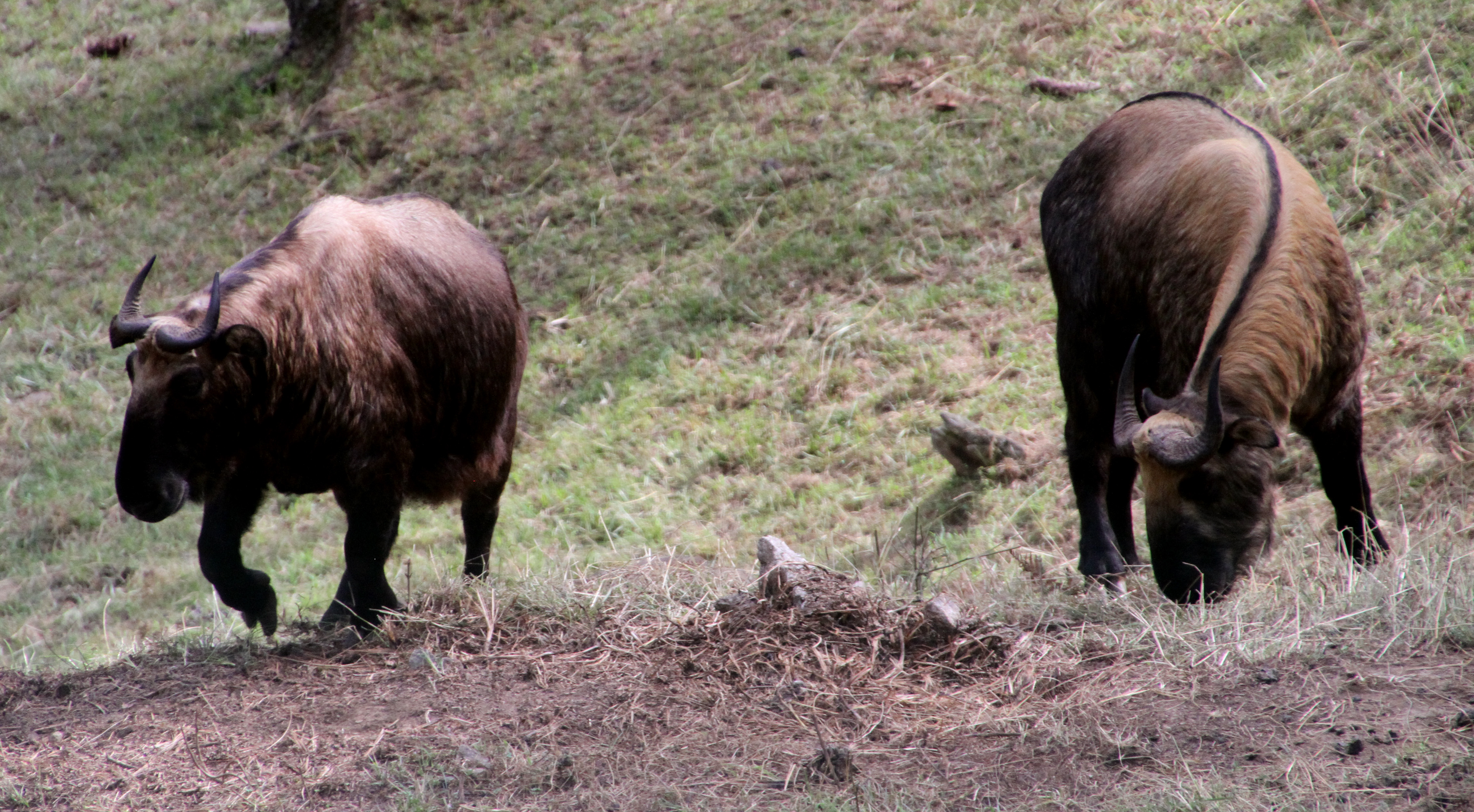
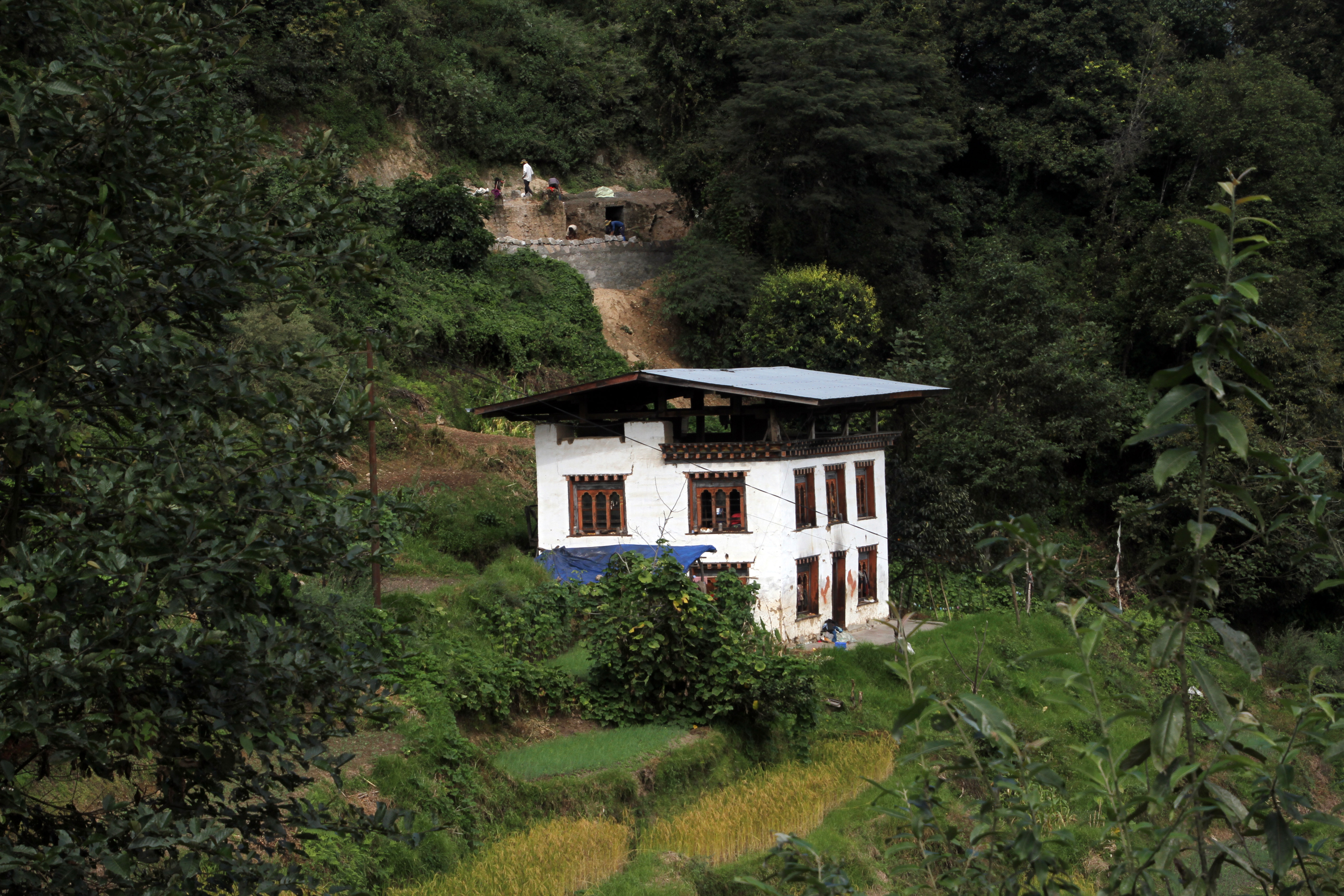
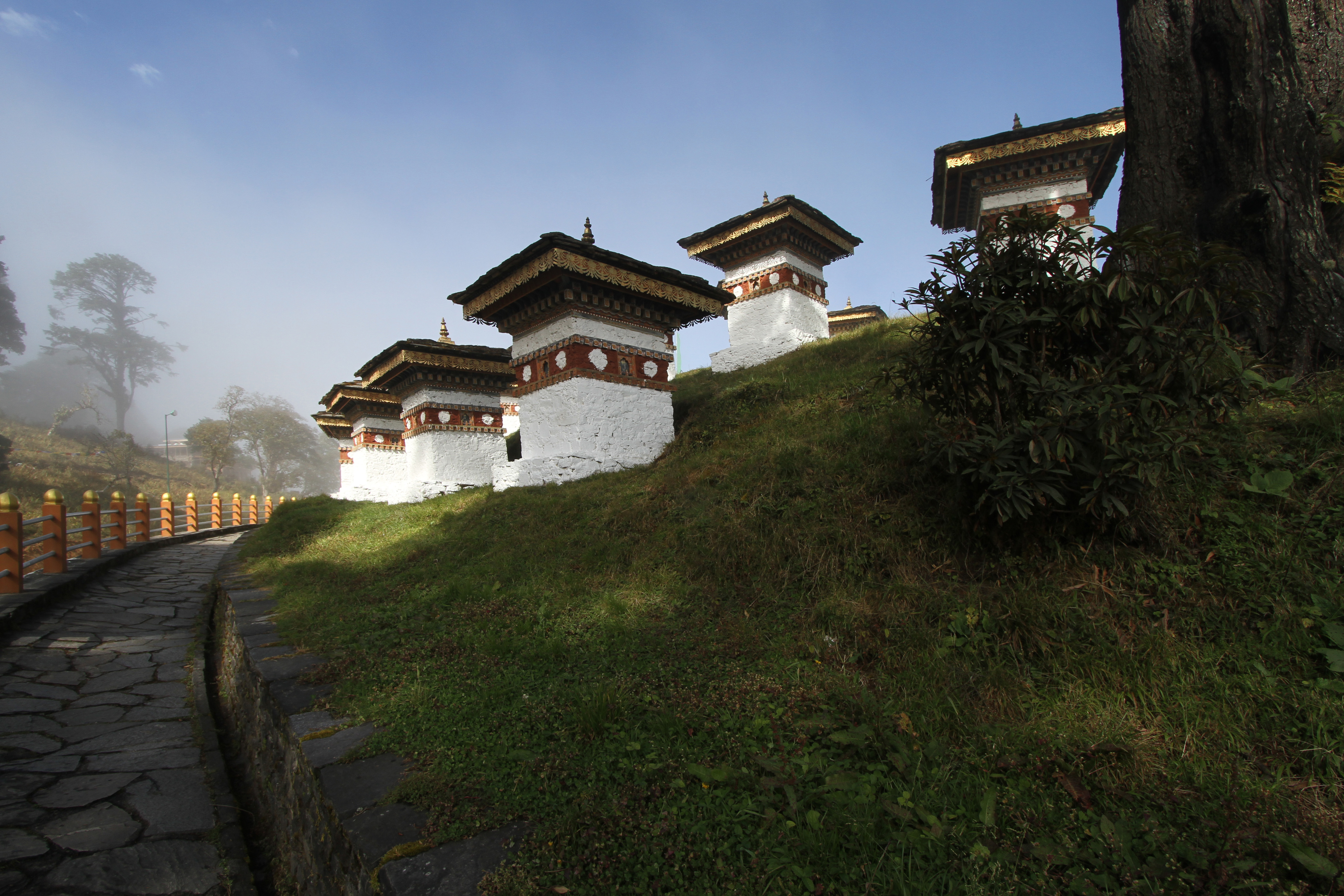
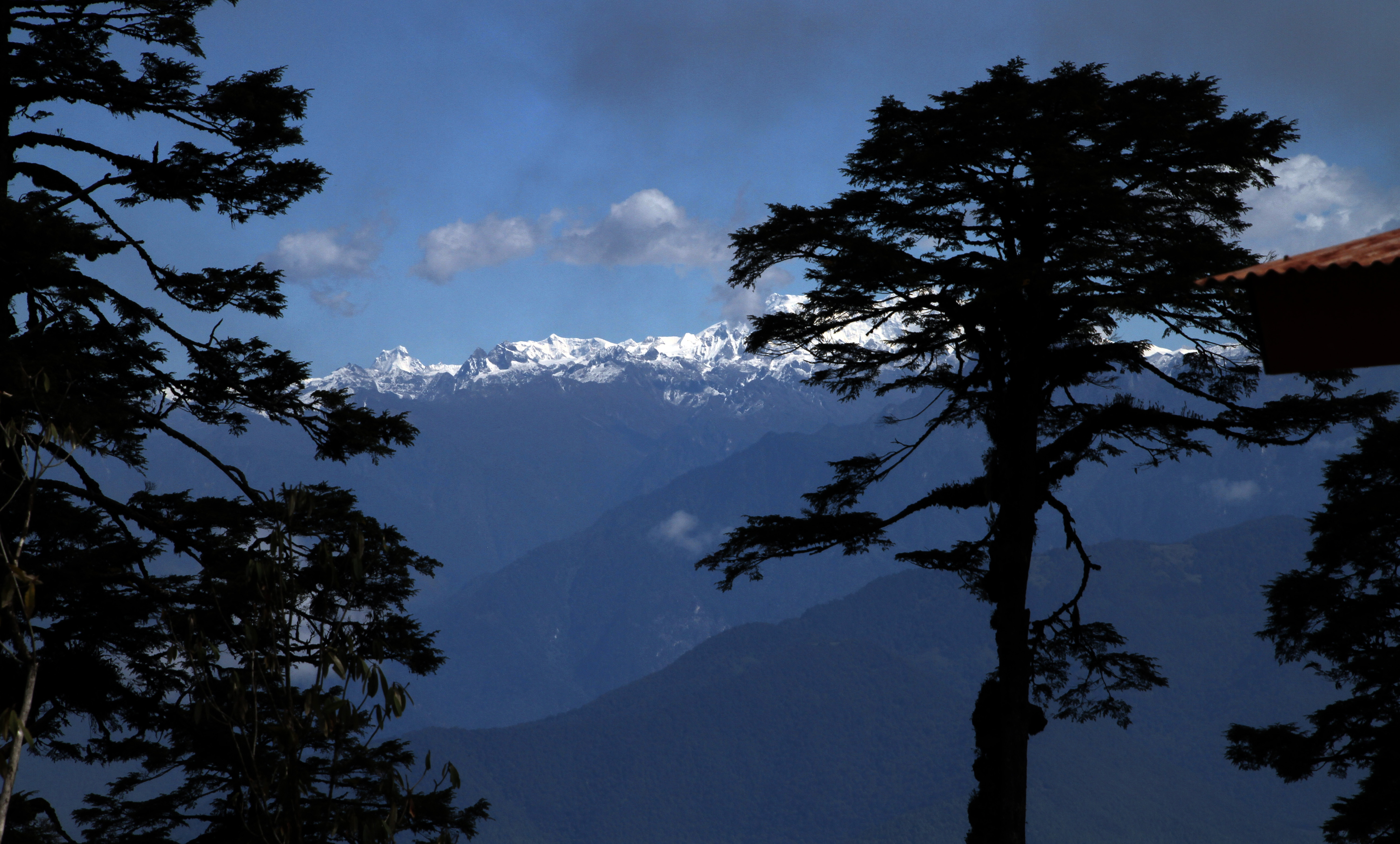